# Lijst van rijksmonumenten in Oud Gastel
De plaats Oud Gastel telt 18 inschrijvingen in het rijksmonumentenregister. Hieronder een overzicht.
| Object | Oorspronkelijke functie?  | Bouwjaar              | Architect       | Locatie             | Coördinaten?                  | Nr.?   | Afbeelding |
| --- | ------------------------- | --------------------- | --------------- | ------------------- | ----------------------------- | ------ | --- |
| Herenhuis onder zadeldak tussen zij-topgevels | Woonhuis                  | 19e eeuw              |                 | Dorpsstraat 9       | 51° 35' 18" NB, 4° 27' 33" OL | 31940  | Meer afbeeldingen |
| Nederlands Hervormde Kerk | Kerk en kerkonderdeel     | 1809                  |                 | Dorpsstraat 13      | 51° 35' 19" NB, 4° 27' 33" OL | 31941  | Meer afbeeldingen |
| Huis 'Gastels veer' | Woonhuis                  | eerste helft 19e eeuw |                 | Gastelsedijk Zuid 8 | 51° 34' 50" NB, 4° 26' 9" OL  | 31942  | Meer afbeeldingen |
| Boerderij met afzonderlijk woonhuis | Boerderij                 | 1679                  |                 | Heinsbergsestraat 1 | 51° 35' 1" NB, 4° 30' 51" OL  | 31943  | Meer afbeeldingen |
| Toren van de Sint-Laurentiuskerk | Kerk en kerkonderdeel     | midden 15e eeuw       |                 | Kerkstraat 3        | 51° 35' 13" NB, 4° 27' 36" OL | 31944  | Meer afbeeldingen |
| Boerderij, bestaande uit grote schuur- en stal onder een rieten wolfdak, met planken wanden en afzonderlijk woonhuis                                                               | Boerderij                 |                       |                 | Roosendaalsebaan 86 | 51° 34' 24" NB, 4° 27' 51" OL | 31945  | Boerderij, bestaande uit grote schuur- en stal onder een rieten wolfdak, met planken wanden en afzonderlijk woonhuis                                                               |
| Boerderijcomplex van het westbrabantse type, bestaande uit woonhuis met schuur en open karschop, tweede woonhuis annex bedrijfsgedeelte, middenlangsdeelschuur, bakhuis, wasplaats | Boerderij                 | 19e eeuw              |                 | Strijpdreef 6       | 51° 35' 46" NB, 4° 29' 59" OL | 506261 | Boerderijcomplex van het westbrabantse type, bestaande uit woonhuis met schuur en open karschop, tweede woonhuis annex bedrijfsgedeelte, middenlangsdeelschuur, bakhuis, wasplaats |
| Herenhuis | Woonhuis                  | 1874                  |                 | Dorpsstraat 42      | 51° 35' 24" NB, 4° 27' 35" OL | 521524 | Herenhuis |
| Complex Dorpsstraat | Opslag                    | 1774                  |                 | Dorpsstraat 42      | 51° 35' 24" NB, 4° 27' 35" OL | 521525 | Upload foto |
| Tweelaags gebouw | Industrie                 | 1871                  |                 | Sint Antoinedijk 13 | 51° 36' 26" NB, 4° 30' 21" OL | 521527 | Upload foto |
| Suikerfabriek Antoinedijk | Industrie                 | 1871                  |                 | Sint Antoinedijk 13 | 51° 36' 26" NB, 4° 30' 22" OL | 521528 | Suikerfabriek Antoinedijk |
| Goede herdermonument | Gedenkteken               | 1927                  |                 | Markt (bij)         | 51° 35' 18" NB, 4° 27' 34" OL | 521548 | Goede herdermonument |
| Dubbel herenhuis | Woonhuis                  | 1860                  |                 | Kerkstraat 6 - 8    | 51° 35' 13" NB, 4° 27' 35" OL | 521550 | Upload foto |
| R.K. Kerk van de H. Laurentius | Kerk en kerkonderdeel     | 1906                  | G.J. van Swaaij | Kerkstraat 3        | 51° 35' 13" NB, 4° 27' 38" OL | 521551 | R.K. Kerk van de H. Laurentius |
| Tweelaags herenhuis | Woonhuis                  | 1863                  |                 | Kerkstraat 67       | 51° 35' 5" NB, 4° 27' 39" OL  | 521552 | Meer afbeeldingen |
| Nederlands hervormde begraafplaats | Begraafplaats en -onderdl | 1900                  |                 | Parallelweg Zuid    | 51° 35' 2" NB, 4° 28' 6" OL   | 521553 | Upload foto |
| Complex Dorpsstraat | Dienstwoning              | 1775                  |                 | Dorpsstraat 42 - 44 | 51° 35' 24" NB, 4° 27' 35" OL | 525968 | Upload foto |
| Suikerfabriek Antoinedijk | Industrie                 | 1871                  |                 | Sint Antoinedijk 13 | 51° 36' 26" NB, 4° 30' 21" OL | 525979 | Upload foto |